# Pierre de Bethmann
Pierre de Bethmann (* 1961 in Boulogne-Billancourt) ist ein französischer Jazz-Pianist.

## Leben
De Bethmann hatte ab seinem sechsten Lebensjahr Klavierunterricht. Neben seiner Ausbildung als klassischer und Jazzpianist schloss er 1987 ein Studium an der École supérieure de commerce de Paris (ESCP) ab. 1989 studierte er für ein Jahr am Berklee College of Music in Boston.
Von 1990 bis 1994 arbeitete de Bethmann als Managementberater. Nachdem er 1994 mit Christophe Wallemme und Benjamin Henocq die Gruppe Prysm gegründet hatte und den ersten Preis beim Concours National de Jazz de La Défense gewonnen hatte, entschloss er sich 1995 zu einer Laufbahn als professioneller Musiker. Die Gruppe, die sich 2001 auflöste, gab jährlich etwa fünfzig Konzerte, tourte durch Nordamerika und Japan und nahm vier Alben beim Label Blue Note Records auf.
2001 gründete er das Quintett ilium, mit dem er zwei Alben aufnahm und das er 2006 zum Septett erweiterte. Daneben arbeitete de Bethmann regelmäßig als Sideman u. a. mit dem Moutin Reunion Quartet von Louis und François Moutin, mit David El Malek, Michael Felberbaum, Laïka, Christophe Dal Sasso, Thomas Savy, Stéphane Huchard, Olivier Ker Ourio, Pierrick Pédron und Jean-Christophe Béney, außerdem gelegentlich mit Eddie Henderson, Aldo Romano, Philip Catherine, François Jeanneau, Rick Margitza, Éric Le Lann, Stéphane Belmondo, Patrice Caratini, Stefano Di Battista, Flavio Boltro, Rosario Giuliani, Sylvain Beuf, François Théberge, Julien Lourau, Norma Winstone, Sara Lazarus, Pierre Perchaud und anderen.
Er unterrichtet am Conservatoire National de Montpellier und am Centre des Musiques Didier Lockwood. 2004 erhielt er den Prix Django Reinhardt.

## Diskographische Hinweise
- Prysm mit der Gruppe Prysm, 1995
- Second Rhythm mit Prysm, 1997
- Time mit der Gruppe Prysm, 1999
- On Tour (Live) mit der Gruppe Prysm, 2001
- Ilium mit der Gruppe ilium (Franck Agulhon, Vincent Artaud, David El Malek und Michael Felberbaum), 2003
- Complexe mit ilium, 2005
- Oui mit der erweiterten Gruppe ilium (zusätzlich Jeanne Added und Stéphane Guillaume), 2007
- Sisyphe, 2014
- Agapé, 2024